# Premi e riconoscimenti dei Queen

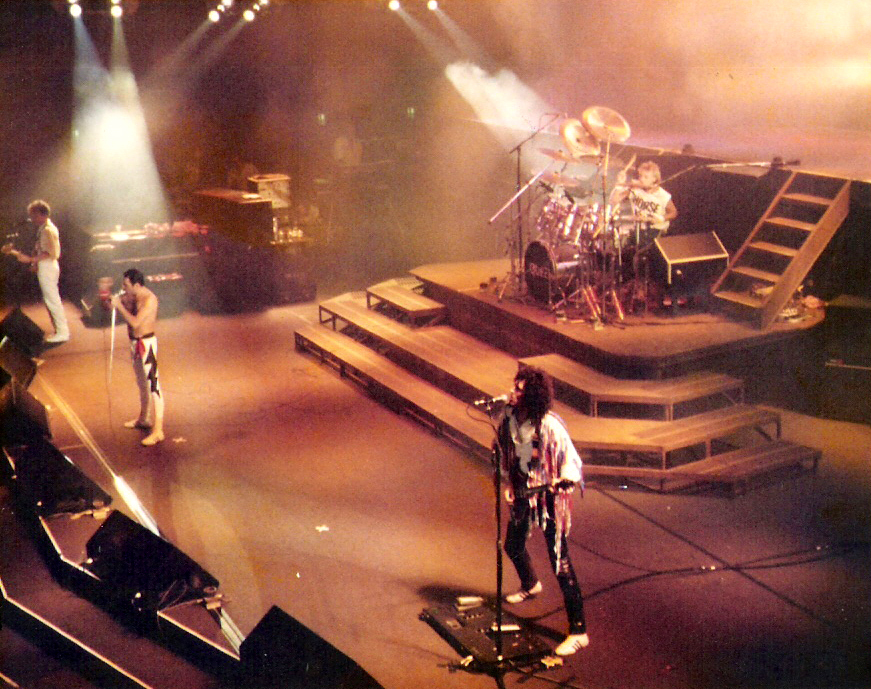
I Queen in concerto nel 1984

I Queen sono un gruppo musicale rock britannico, formatosi a Londra nel 1970 e composto dal cantante e pianista Freddie Mercury, dal chitarrista Brian May, dal batterista Roger Taylor e dal bassista John Deacon.
Riconosciuto come uno degli atti musicali di maggior successo della storia, il gruppo ha venduto oltre 300 milioni di copie nel mondo; tale cifra rende i Queen la seconda band di maggior successo di tutti i tempi dopo i Beatles, e i sesti artisti che hanno venduto più dischi di sempre.
I Queen sono l'unica band nella quale ogni membro ha scritto più un brano arrivato al N.#1 in classifica: Bohemian Rhapsody (proclamata dai critici e dai sondaggi popolari come "la migliore canzone di tutti i tempi"), We Are the Champions, Somebody to Love, Don't Stop Me Now e Crazy Little Thing Called Love di Mercury, We Will Rock You, Who Wants to Live Forever, I Want It All e The Show Must Go On di May, Radio Ga Ga, These Are the Days of Our Lives e A Kind of Magic di Taylor e Another One Bites the Dust e I Want to Break Free di Deacon. Per questo motivo nel 2003 i Queen diventano il primo e unico gruppo della storia ad essere stato incluso per intero, con ogni suo membro, nella Songwriters Hall Of Fame.
I Queen sono inoltre l'unica band nella storia dove ognuno dei musicisti è laureato.
Nel 2001 la band è stata inclusa nella Rock and Roll Hall of Fame, nel 2004 nella UK Music Hall of Fame e nel 2002 ha ricevuto la stella sulla Hollywood Walk of Fame.
Caratteristica distintiva del gruppo erano i loro concerti, 707 eseguiti tra il 1971 e il 1986 in 26 nazioni. I loro spettacoli a Hyde Park nel 1976, davanti a 200,000 persone, e a Knebworth Park nel 1986, davanti ad oltre 300,000 persone, sono i concerti con la maggior affluenza di sempre nel Regno Unito per un gruppo. Nel 1981 i Queen divennero i primi artisti ad esibirsi nei grandi stadi sudamericani, stabilendo una impressionante serie di record: tre concerti a Buenos Aires furono visti da un pubblico di 300,000 spettatori, all'epoca il più grande nella storia argentina, mentre i due concerti a San Paolo del Brasile furono visti da 131,000 e 120,000 persone, stabilendo il record mondiale di spettatori paganti. Nel 1985 parteciparono al Rock in Rio di Rio de Janeiro; la prima sera si esibirono davanti ad oltre 470,000/500,000 persone in delirio, il più grande pubblico pagante della storia per un singolo concerto, mentre la seconda sera si esibirono davanti ad altri 350,000 spettatori.
La loro leggendaria esibizione al Live Aid nel 1985 è considerata la migliore performance dal vivo di tutti i tempi, nonché quella con la maggiore audience di sempre, con un pubblico televisivo di 2 miliardi di spettatori in 150 paesi. Il Freddie Mercury Tribute Concert del 1992, con un'audience tv di 1 miliardo di spettatori, è stato riconosciuto nel 2005 come "il più grande concerto di beneficenza" dal Guinness dei Primati.
La band è considerata dai critici e votata dal pubblico come il "miglior gruppo live di tutti i tempi"; Mercury è inoltre considerato il miglior frontman e cantante di sempre.

## Record mondiali

### Queen
| Record                                                                              | Note |
| ----------------------------------------------------------------------------------- | --- |
| Secondo gruppo di maggior successo di tutti i tempi                                 | Con vendite superiori ai 300 milioni di copie nel mondo i Queen sono il secondo gruppo di maggior successo di tutti i tempi, e i sesti artisti in assoluto. Il sondaggio Music of the Millennium Poll, effettuato nel 1999, ha eletto i Queen "seconda migliore band della storia" |
| Miglior gruppo live di tutti i tempi                                                | La leggendaria performance dei Queen al Live Aid del 13 luglio 1985 è stata votata nel 2005 come "la migliore performance dal vivo di tutti i tempi"; i Queen sono inoltre generalmente considerati "il miglior gruppo live di tutti i tempi"                                      |
| Miglior gruppo britannico di tutti i tempi                                          | Nel 2005 e nel 2007 due sondaggi condotti dalla BBC hanno decretato i Queen come "miglior gruppo britannico di tutti i tempi" |
| Miglior gruppo britannico di tutti i tempi                                          | Secondo il Guinness dei primati, i Queen sono stati nelle classifiche britanniche più a lungo di qualunque altro artista, con 2,530 settimane totali, al 2018 (48 anni e 7 mesi)                                                                                                   |
| Primo e unico gruppo ad avere due album tra i più venduti di sempre nel Regno Unito | Greatest Hits I e II sono i due album di un gruppo più venduti di sempre nel Regno Unito e i Queen sono gli unici artisti ad avere due album nella classifica dei più venduti di sempre nel paese (N.#1 e N.#10), eguagliati solo da Michael Jackson con Thriller e Bad            |
| Band con il fan club più longevo al mondo                                           | Il Queen International Fan Club, fondato nel 1973 a Londra, è stato riconosciuto dal Guinness dei Primati come "fan club più duraturo al mondo" nel 2004 |
| Band col maggior numero di siti dedicati                                            | Nel 2001 la band aveva 12,225 siti dedicati esclusivamente ai suoi bootleg, più di ogni altro gruppo |

#### Freddie Mercury
| Record                            |
| --------------------------------- |
| Miglior cantante di tutti i tempi |
| Miglior frontman di tutti i tempi |

### Album
| Album                | Record                                                            | Note                                                           |
| -------------------- | ----------------------------------------------------------------- | -------------------------------------------------------------- |
| Greatest Hits        | Album più venduto di tutti i tempi nel Regno Unito                | Con vendite di oltre 6,120,000 copie nel paese                 |
| Greatest Hits        | Album più venduti di sempre nel Regno Unito da un gruppo musicale | Con vendite complessive di oltre 10 milioni di copie nel paese |
| Greatest Hits I e II | Album più venduti di sempre nel Regno Unito da un gruppo musicale | Con vendite complessive di oltre 10 milioni di copie nel paese |

### Singoli
| Singolo                | Record                                                  | Note |
| ---------------------- | ------------------------------------------------------- | --- |
| "Bohemian Rhapsody"    | Miglior brano di tutti i tempi                          | Nel 2002 un sondaggio condotto dal Guinness dei Primati ha decretato la canzone come "miglior brano di tutti i tempi" Nel 2012 due sondaggi condotti da Sony Music e della Official Charts Company l'hanno nuovamente decretata "miglior singolo di tutti i tempi" |
| "Bohemian Rhapsody"    | Brano del XX secolo più riprodotto in streaming         | Con oltre 1,6 miliardi di riproduzioni in streaming |
| "Bohemian Rhapsody"    | Brano rock più riprodotto in streaming di tutti i tempi | Con oltre 1,6 miliardi di riproduzioni in streaming |
| "We Will Rock You"     | Brano più popolare al mondo                             | Nel 2005 un sondaggio condotto da Sony Music ha decretato le canzoni "brani più popolari al mondo" |
| "We Are the Champions" | Brano più popolare al mondo                             | Nel 2005 un sondaggio condotto da Sony Music ha decretato le canzoni "brani più popolari al mondo" |
| "Don't Stop Me Now"    | Brano più positivo di tutti i tempi                     | Un sondaggio condotto nel 2015 e due studi scientifici dell'Università di Groninga del 2016 e del 2019 hanno definito il brano come "il più positivo di tutti i tempi"                                                                                             |

### Video musicali, Film
| Video/Film          | Record                                                       | Note                                                                                         |
| ------------------- | ------------------------------------------------------------ | -------------------------------------------------------------------------------------------- |
| "Bohemian Rhapsody" | Primo video musicale della storia                            | Trasmesso per la prima volta a Top of the Pops il 10 novembre 1975                           |
| "Bohemian Rhapsody" | Video musicale più visto degli Anni 70                       | Con oltre 1 miliardo di visualizzazioni                                                      |
| Bohemian Rhapsody   | Film drammatico coi maggiori incassi di tutti i tempi        | Con 903,655,259 milioni di dollari incassati nel mondo                                       |
| Bohemian Rhapsody   | Film biografico coi maggiori incassi di tutti i tempi        | Con 903,655,259 milioni di dollari incassati nel mondo                                       |
| Bohemian Rhapsody   | Film musicale coi maggiori incassi di tutti i tempi          | Con 903,655,259 milioni di dollari incassati nel mondo                                       |
| Bohemian Rhapsody   | Biopic musicale coi maggiori incassi di tutti i tempi        | Con 903,655,259 milioni di dollari incassati nel mondo                                       |
| Bohemian Rhapsody   | Film di maggior successo di tutti i tempi in Repubblica Ceca | Con oltre 11 milioni di dollari incassati e oltre 1,8 milioni di biglietti venduti nel paese |
| Bohemian Rhapsody   | Film con le vendite più veloci di sempre nel Regno Unito     | Con vendite superiori alle 265,000 copie nella prima settimana di uscita                     |

## Premi e riconoscimenti

### Premi
- 1974
  - Sounds: 3º Migliore Nuova Band Britannica, 9º Migliore Nuova Band Internazionale dell'anno
  - Disc: 10º "Brightest Hope"
  - NME: 2º Nuovo Nome Promettente
- 1975
  - Melody Maker: 'Band dell'anno'
  - Record Mirror: 2º Miglior Debuttante Britannica, 2º Miglior Singolo ("Killer Queen"), 9º Gruppo Internazionale
  - NME: 8º Miglior Gruppo Britannico, 7º Miglior Band Live, 4º Miglior Gruppo Promettente al mondo, 3º Nuovo Nome Promettente, 17º Miglior Gruppo Mondiale
  - Disc: Top Live Band, Top Gruppo Internazionale, Top Gruppo Britannico, Top Singolo ("Killer Queen"), 3º Miglior Album (Sheer Heart Attack), 5º Miglior Album (Queen II)
  - Golden Lion Award (Belgio) a Mercury per "Killer Queen"
- 1976
  - NME: 1º Band Live Britannica, 2º Gruppo, 5º Gruppo Mondiale, 3º Band Live Mondiale, Mercury: 7º Cantante Mondiale, May: 3ºChitarrista, 1º Singolo Britannico ("Bohemian Rhapsody"), 2º Album ("A Night at the Opera")
  - Record Mirror / Disc: Miglior Gruppo Britannico, 1º Gruppo Mondiale, 1º Singolo ("Bohemian Rhapsody"), 6º Album ("A Night at the Opera"), Mercury: 5º Cantante Britannico, 6º Mondiale, 4º Scrittore di Brani Britannico, 5º Scrittore di Brani Mondiale, May: 4º Musicista Britannico e Mondiale
  - Sound: Miglior Band, Miglior Album (A Night at the Opera), Miglior Singolo ("Bohemian Rhapsody")
  - Premio Ivor Novello a Mercury per "Bohemian Rhapsody"
- 1977
  - Brittania Award: Miglior Singolo("Bohemian Rhapsody")
  - Europe One Radio: Miglior Potenziale Rock Band
  - Daily Mail: Miglior Gruppo dell'anno
  - Daily Mirror: Miglior Gruppo Rock dell'anno
- 1979
  - Music Life, Japan: "Top Group", Top Album (Jazz), "Top Single", "Top Singer", "Top Guitarist", "Top Drummer", "Top Bass Player"
- 1980
  - Juno Awards, Canada: Miglior Band, Miglior Singolo internazionale ("Another One Bites The Dust"), Miglior Album (The Game)
  - Record World USA: "Top Male Group", "Top Producer", "Top Disco Crossover" (Tutti per "Another One Bites the Dust")
  - Dick Clarke Awards USA: Miglior Band
  - Circus Magazine USA: 2º Miglior Gruppo, 1º Band Live, Miglior Album (The Game), Miglior singolo ("Another One Bites the Dust"), 3º Singolo ("Crazy Little Thing Called Love"), Mercury: 2º Miglior Voce, 3º Miglior Scrittore di Brani, 3º Miglior Pianista; 3º Miglior Chitarrista, Bassista, e Batterista
- 1981
  - American Music Awards: "'Favorite Pop/Rock Single'" ("Another One Bites the Dust")
  - Music Life, Japan: Miglior Band, Miglior Voce, Miglior Bassista, 2º Miglior Chitarrista e Batterista
  - NARM Award USA: Maggior Vendita di Singoli dell'anno ("Another One Bites the Dust")
  - Disco di uranio: 20 milioni di copie vendute per la raccolta Greatest Hits[104]
- 1984
  - Nordoff-Robbins Music Therapy Silver Clef Award: Eccezionale Contributo alla Musica
  - UK Video Awards: Miglior Compilation Video The Works EP. Premio di Miglior Video per "Radio Ga Ga"
- 1986
  - Daily Mirror Reader's Poll: Miglior Band Britannica, Miglior Voce, 5º Miglior Album (A Kind of Magic)
  - Daily Express: "Best Album Cover Award" (A Kind Of Magic)
  - British Video Awards: "Top Music Video Award" (Live In Rio)
- 1987
  - Sun: Miglior Voce (Mercury)
  - Capital Radio London: Miglior Gruppo dell'anno
  - Premio Ivor Novello: Eccezionale Contributo alla Musica Britannica
  - British Video Awards: Miglior Video, per il "Live In Budapest"
- 1988
  - Golden Rose Festival, Montreux: "International Music Media Conference": "Best Long Form Video worldwide" (The Magic Years)
  - Festerio, Rio De Janiero: Miglior Documentario Video (The Magic Years)
- 1989
  - Independent Television Awards: Miglior Band degli anni ottanta
  - US Film & Video Festival: "Silver Screen Award" (The Magic Years)
  - Diamond Awards, Antwerp: Premio per i miglior effetti speciali("The Invisible Man")
- 1990
  - Brit Awards: Eccezionale Contributo alla Musica
- 1991
  - American Film & Video Festival, Chicago: Innuendo vince 1º Premio, I'm Going Slightly Mad vince 3º Premio per la creatività
  - Monitor Awards (International Teleproduction Society), New York City: Miglior realizzazione video ("Innuendo")
- 1992
  - Brit Awards: Mercury riceve un premio per l'Eccezionale Contributo alla Musica (postumo), Miglior Singolo ("These Are the Days of Our Lives").[105]
  - Ivor Novello Award: Miglior Singolo ("These Are the Days of Our Lives"), May riceve il "Best TV Commercial Music Award" ("Driven By You")
  - Golden Giraffe Award: Greatest Hits II (Premio ricevuto da una regia ungherese)
  - MTV Awards: Miglior Video per un film (Wayne's World)
  - US Film & Video Festival, Chicago: "Gold Camera Awards" (The Freddie Mercury Tribute), (Greatest Flix II), ("The Show Must Go On") ("These Are the Days of Our Lives")
- 1993
  - Ivor Novello Award: a Freddie Mercury ("Living On My Own") (postumo)
  - American Society Of Composers, Authors & Publishers: Mercury premiato per "Bohemian Rhapsody" come il miglior brano riregistrato del 1993
  - Monitor Awards, Hollywood: "Red Couch Awards" (Greatest Flix II and "I'm Going Slightly Mad")
- 1997
  - Ivor Novello Award: Miglior Canzone ("Too Much Love Will Kill You")
- 2001
  - Golden Rose Film Festival, Montreux: Prix de la Presse (Freddie Mercury: The Untold Story)
- 2002
  - Capital FM Awards: Outstanding Contribution to Music
  - Guinness World Records: Miglior singolo britannico degli ultimi 50 anni ("Bohemian Rhapsody")
- 2003
  - Capital Legends Awards: Gruppo leggendario
- 2005
  - Ivor Novello Award: Outstanding Song Collection
- 2011
  - MTV EMA: Global Icon Award:
- 2018
  - Grammy Award: Grammy Lifetime Achievement Award

### Riconoscimenti
- 2001 - La band è entrata nella Rock and Roll Hall of Fame a Cleveland, Ohio.
- 2002 - La band ha ricevuto una stella nella Hollywood Walk of Fame (categoria musica), all'indirizzo 6356 Hollywood Boulevard.
- 2003 - La band è entrata nella Songwriters Hall of Fame ed è tutt'oggi l'unica band inclusa.
- 2004 - La band è entrata nella UK Music Hall of Fame.
- 2004 - Bohemian Rhapsody è entrata nella Grammy Hall of Fame.
- 2004 - La band è entrata nella Hollywood's Rock Walk.
- 2006 - La band è stata la prima ad entrare nella VH1 Rock Honors.
- 2008 - We Are the Champions e We Will Rock You sono entrate nella Grammy Hall of Fame.
- 2011 - La band è stata classificata al 52º posto nella lista dei 100 migliori artisti secondo Rolling Stone.[106]
- 2016 - La band riceve un premio da Music Empire Awards per il superamento delle 300.000.000 di copie di dischi vendute nel mondo.[107]

Con vendite di oltre 6.120.000 copie al 2016, il Greatest Hits I  è l'album più venduto di tutti i tempi nel Regno Unito. Il Greatest Hits II, con oltre 4 milioni di copie vendute è il decimo album più venduto del paese; i Queen sono gli unici artisti, insieme a Michael Jackson, ad avere due album nella classifica dei più venduti di sempre nel Regno Unito.
Il singolo Bohemian Rhapsody risulta essere la canzone del XX secolo più ascoltata di sempre in streaming raggiungendo 1,6 miliardi di riproduzioni tra tutte le maggiori piattaforme.

## Sondaggi
- 1975 - Sounds Readers' Poll Awards
  - Miglior album (A Night at the Opera)
  - Miglior singolo (Bohemian Rhapsody)
- 1999 - La band è stata votata la seconda più grande della storia della musica dopo i Beatles
- 1999 - Bohemian Rhapsody è stata eletta in UK canzone del secolo.[108]
- 2005 - La performance esibita al Live Aid del 1985 è stata votata da un vasto numero di critici, la miglior esibizione live della storia.[109]
- 2007 - Un sondaggio della rivista inglese "Q" decreta Bohemian Rhapsody la migliore clip di tutti i tempi. Seguono Thriller di Michael Jackson e Cry Me a River di Timberlake.[110]
- 2007 - Freddie Mercury a 16 anni di distanza dalla sua morte è stato decretato la più grande leggenda della storia del Rock seguito da Elvis Presley e Jimi Hendrix.[111]
- 2008 - Un sondaggio della BBC ha decretato i Queen la migliore rock-band inglese della storia seguiti dai Beatles.[112]
- 2008 - Sul sito votenumber1.com i Queen sono stati votati la più grande rock-band della storia e Freddie Mercury il miglior cantante. Hanno votato milioni di persone da più di 40 paesi.
- 2010 - Un sondaggio condotto dai fan del rock nominò Mercury " Greatest Rock Legend Of All Time".[113]
- 2016 - Sul sito TheTopTens i Queen sono stati votati la più grande band degli anni 80 e Freddie Mercury il miglior cantante di sempre.[114][115]